# 金澤聡
金澤 聡（かなざわ さとる、1972年〈昭和47年〉8月25日 - ）は仙台放送のアナウンサー。

## 来歴・人物
新潟県十日町市出身。新潟県立十日町高等学校、法政大学経営学部経営学科を卒業。1996年入社。
2001年に夏の甲子園の取材に行った際には、甲子園球場で開会式を控えて緊張しまくっている母校（初出場）ナインと出会い、励ましたという。
2004年春から浅見博幸アナの後任として「ヨジテレビ!」の司会に就任。司会就任早々病気でダウンするアクシデントもあったが、同年秋には復帰し、2006年春まで務めた。
退社した同期入社の岡田友香アナの後任として2006年7月から同年12月の番組終了まで「ヨジテレビ!」の司会を務めた元テレビ東京アナウンサー・家森幸子（関川浩一夫人）とは法政大学の同窓で、そのパイプにより家森の「ヨジテレビ!」起用が決まったといわれている。
スポーツアナとしては浅見博幸・下田恒幸の下で長年に渡り下積み、現在はスポーツ中心で活躍しているが、情報番組の司会ぶりの評価が数段高く、現在も情報番組復帰の声が絶えない。
2024年4月1日付で佐藤拓雄の後任としてアナウンス部長に就任。
趣味は映画鑑賞。機動戦士ガンダムが好き。愛称はカナウンサー。

## 現在の担当番組
- ほっとチャンネル[1]
- スポルたん!LIVE
- スポーツ中継（バレーボール、駅伝、サッカー、野球、バスケットボール）
  - 2015年ワールドカップバレーボール 女子仙台大会・日本×セルビア戦実況（2015年9月1日）
- 仙台放送NEWS